# اسکای اند تلسکوپ
اسکای اند تلسکوپ (به انگلیسی: Sky & Telescope، «آسمان و تلسکوپ») یک مجله ماهنامه نجومی در آمریکا است با موضوعات زیر:
- بررسی رویدادهای نجومی و اکتشافات فضایی روزمره
- بررسی رویدادهای نجوم آماتور
- بررسی لوازم و تجهیزات نجومی، کتاب‌های نجوم و نرم‌افزارهای نجومی
- عکاسی نجومی و بررسی تلسکوپ‌های آماتور